# John White (chirurgo)
John White (1756 – Worthing, 20 febbraio 1832) è stato un chirurgo e botanico irlandese naturalizzato australiano.

## Biografia
Il 18 giugno 1778 divenne primo ufficiale chirurgo, dopo aver frequentato la Company of Surgeons di Londra. Entrò nella Royal Navy il 26 giugno 1778 come compagno chirurgo a bordo della HMS Wasp. Fu promosso a chirurgo nel 1780, prestando servizio a bordo della HMS Irresistible fino al 1786, quando Sir Andrew Hamond lo raccomandò come principale chirurgo navale per il viaggio della Prima Flotta in Australia.
Nel marzo 1787 White si unì alla Prima Flotta di Plymouth come chirurgo per il trasporto di detenuti sulla nave mercantile Charlotte. All'arrivo in Australia, White ingaggiò uno dei detenuti, Thomas Barret, per incidere un medaglione d'argento per celebrare lo sbarco. Il medaglione, chiamato "Medaglia di Charlott", è esposto al Museo marittimo nazionale australiano.
Nel 1788 White fu nominato chirurgo generale del Nuovo Galles del Sud e organizzò un ospedale per la nuova colonia. Si interessò alla flora e alla fauna autoctone e studiò il potenziale delle piante australiane per l'uso in medicina, tra cui esaminò nel 1788 le qualità e i benefici dell'eucalipto e dell'olio di eucalipto distillato.
White scrisse il libro A Journal of a Voyage to New South Wales (1790), in cui descrisse per la prima volta molte specie australiane. Il diario aveva 65 incisioni su rame di uccelli, animali e piante, molte delle quali erano basate sui dipinti ad acquerello di Sarah Stone; nei successivi cinque anni il libro fu tradotto in tedesco e francese. White è stato il primo a descrivere la Ranoidea caerulea, una specie di rana endemica presente in Australia e Nuova Guinea. Secondo il suo diario, a White non piaceva l'Australia, descrivendolo come "un paese e un luogo così proibitivi e così odiosi da meritare solo esecuzioni e maledizioni". Chiese il permesso di rientrare in patria nel 1792 e lo ricevette nel 1794, salpando per l'Inghilterra il 17 dicembre 1794. Precedentemente nel 1796, White fu eletto membro della Linnean Society di Londra e il 10 marzo 1797 il Senato dell'Università di St Andrews gli conferì il titolo di "Dottore in Medicina". White fu chirurgo della HMS Royal William e per 20 anni fu di stanza prima a Sheerness dal 1799 e poi a Chatham Dockyard dal 1803. Si ritirò nel 1820 e morì a Worthing in Inghilterra nel 1832.
In suo onore è stata chiamata a Sydney la White Bay e il suo nome viene usato per chiamare di una specie di lucertola australiana Egernia whitii.